# Múrcia
Múrcia (em castelhano: Murcia) é um município da  província e comunidade autónoma de Múrcia, na Espanha. Tem 881,86 km² de área e em 2021 tinha 460 349 habitantes (densidade: 522 hab./km²).
É um importante centro de serviços, no qual o setor terciário detém um status de exportador agrícola por excelência. Entre as suas indústrias de maior destaque estão a alimentar, têxtil, química, destilação e fabricação de móveis e materiais de construção, muitas delas localizadas no Parque Industrial Oeste, considerado um dos maiores da península.  É também um importante centro com grande tradição universitária, desde a fundação da primeira universidade em 1272. Atualmente, abriga duas universidades: a Universidade de Múrcia, de caráter pública, e a Universidade Católica de Santo Antônio de Múrcia, com cerca de 50.000 alunos.
De origem incerta, há indícios de que foi fundada em 825 por ordem de Abderramão II, provavelmente em um assentamento anterior de origem romana. Durante a Idade Média, Múrcia tornou-se a capital do coração de Tudmir, mais tarde foi cabeça de diferentes reinos de importância crescente nos séculos XI, XII e XIII e entre 1243-1266 foi incorporada à Coroa de Castela como capital do Reino de Múrcia, sendo também uma cidade com direito a voto nos tribunais e sede episcopal desde 1291.
Do seu património histórico-artístico, destacam-se a célebre Catedral de Múrcia, com fachada barroca e interior principalmente gótico; o famoso Casino, com sumptuosos interiores; o denso patrimônio escultórico de Francisco Salzillo e um grande conjunto de construções barrocas. No âmbito cultural é conhecida pelo rico folclore, especialmente colorido durante as Festas da Primavera e as procissões da Semana Santa, declaradas de Interesse Turístico Internacional. O Conselho de Homens Bons de La Huerta de Murcia, um exemplo de cortesistema de irrigação habitual no Mediterrâneo espanhol, é declarado Patrimônio Cultural Imaterial da Humanidade pela Unesco.

## Demografia
| Variação demográfica do município entre 1991 e 2004 | Variação demográfica do município entre 1991 e 2004 | Variação demográfica do município entre 1991 e 2004 | Variação demográfica do município entre 1991 e 2004 |
| --------------------------------------------------- | --------------------------------------------------- | --------------------------------------------------- | --------------------------------------------------- |
| 1991                                                | 1996                                                | 2001                                                | 2004                                                |
| 328 100                                             | 345 759                                             | 370 745                                             | 398 815                                             |

## Clima
Múrcia possui um clima semiárido quente (Köppen: BSh) assim como outras áreas do sudeste de Espanha. Os invernos são amenos e ensolarados com pouca precipitação, mas por estar localizado no interior as temperaturas mínimas são mais baixas do que as cidades costeiras e, em média, a temperatura desce abaixo de 0 ºC cinco vezes por ano. Os verões sãos quentes e secos, com temperaturas máximas médias superiores 34 ºC. É uma das cidades mais áridas da Península Ibérica e da Europa. O outono é a estação mais chuvosa do ano devido à evaporação da água quente do Mediterrâneo que ocorre durante os meses de verão causando chuvas torrenciais nos meses de outono, principalmente em setembro e outubro. A precipitação, no entanto, é baixa ao longo do ano, mesmo nos meses de outono. A ocorrência de neve é rara, visto que temperaturas abaixo de 0 ºC são difíceis de ocorrer.
A temperatura mais elevada registada em Múrcia foi de 46,2 ºC no dia 14 de agosto de 2021, enquanto que a temperatura mais baixa foi de -7,5 ºC no dia 16 de janeiro de 1985.
| Dados climatológicos para Murcia. Normais Climatológicos (1984-2010), extremos (1984-atualidade) | Dados climatológicos para Murcia. Normais Climatológicos (1984-2010), extremos (1984-atualidade) | Dados climatológicos para Murcia. Normais Climatológicos (1984-2010), extremos (1984-atualidade) | Dados climatológicos para Murcia. Normais Climatológicos (1984-2010), extremos (1984-atualidade) | Dados climatológicos para Murcia. Normais Climatológicos (1984-2010), extremos (1984-atualidade) | Dados climatológicos para Murcia. Normais Climatológicos (1984-2010), extremos (1984-atualidade) | Dados climatológicos para Murcia. Normais Climatológicos (1984-2010), extremos (1984-atualidade) | Dados climatológicos para Murcia. Normais Climatológicos (1984-2010), extremos (1984-atualidade) | Dados climatológicos para Murcia. Normais Climatológicos (1984-2010), extremos (1984-atualidade) | Dados climatológicos para Murcia. Normais Climatológicos (1984-2010), extremos (1984-atualidade) | Dados climatológicos para Murcia. Normais Climatológicos (1984-2010), extremos (1984-atualidade) | Dados climatológicos para Murcia. Normais Climatológicos (1984-2010), extremos (1984-atualidade) | Dados climatológicos para Murcia. Normais Climatológicos (1984-2010), extremos (1984-atualidade) | Dados climatológicos para Murcia. Normais Climatológicos (1984-2010), extremos (1984-atualidade) |
| Mês                                                                                              | Jan                                                                                              | Fev                                                                                              | Mar                                                                                              | Abr                                                                                              | Mai                                                                                              | Jun                                                                                              | Jul                                                                                              | Ago                                                                                              | Set                                                                                              | Out                                                                                              | Nov                                                                                              | Dez                                                                                              | Ano                                                                                              |
| ------------------------------------------------------------------------------------------------ | ------------------------------------------------------------------------------------------------ | ------------------------------------------------------------------------------------------------ | ------------------------------------------------------------------------------------------------ | ------------------------------------------------------------------------------------------------ | ------------------------------------------------------------------------------------------------ | ------------------------------------------------------------------------------------------------ | ------------------------------------------------------------------------------------------------ | ------------------------------------------------------------------------------------------------ | ------------------------------------------------------------------------------------------------ | ------------------------------------------------------------------------------------------------ | ------------------------------------------------------------------------------------------------ | ------------------------------------------------------------------------------------------------ | ------------------------------------------------------------------------------------------------ |
| Temperatura máxima recorde (°C)                                                                  | 28,7                                                                                             | 29,4                                                                                             | 33,6                                                                                             | 37,4                                                                                             | 41,0                                                                                             | 42,5                                                                                             | 45,7                                                                                             | 46,2                                                                                             | 44,6                                                                                             | 34,9                                                                                             | 31,0                                                                                             | 26,0                                                                                             | 46,2                                                                                             |
| Temperatura máxima média (°C)                                                                    | 16,6                                                                                             | 18,4                                                                                             | 20,9                                                                                             | 23,3                                                                                             | 26,6                                                                                             | 31,0                                                                                             | 34,0                                                                                             | 34,2                                                                                             | 30,4                                                                                             | 25,6                                                                                             | 20,3                                                                                             | 17,2                                                                                             | 24,9                                                                                             |
| Temperatura média (°C)                                                                           | 10,6                                                                                             | 12,2                                                                                             | 14,3                                                                                             | 16,5                                                                                             | 20,0                                                                                             | 24,2                                                                                             | 27,2                                                                                             | 27,6                                                                                             | 24,2                                                                                             | 19,8                                                                                             | 14,6                                                                                             | 11,5                                                                                             | 18,6                                                                                             |
| Temperatura mínima média (°C)                                                                    | 4,7                                                                                              | 5,9                                                                                              | 7,7                                                                                              | 9,7                                                                                              | 13,3                                                                                             | 17,4                                                                                             | 20,3                                                                                             | 20,9                                                                                             | 18,0                                                                                             | 13,9                                                                                             | 8,9                                                                                              | 5,8                                                                                              | 12,3                                                                                             |
| Temperatura mínima recorde (°C)                                                                  | −7,5                                                                                             | −3,9                                                                                             | −2,4                                                                                             | 0,0                                                                                              | 4,0                                                                                              | 8,0                                                                                              | 13,0                                                                                             | 14,0                                                                                             | 9,6                                                                                              | 4,4                                                                                              | −1,0                                                                                             | −6,0                                                                                             | −7,5                                                                                             |
| Chuva (mm)                                                                                       | 27                                                                                               | 27                                                                                               | 30                                                                                               | 25                                                                                               | 28                                                                                               | 18                                                                                               | 3                                                                                                | 8                                                                                                | 32                                                                                               | 36                                                                                               | 32                                                                                               | 29                                                                                               | 297                                                                                              |
| Dias com precipitação                                                                            | 3,8                                                                                              | 3,6                                                                                              | 3,3                                                                                              | 3,6                                                                                              | 3,9                                                                                              | 2,0                                                                                              | 0,6                                                                                              | 1,0                                                                                              | 3,0                                                                                              | 3,7                                                                                              | 4,1                                                                                              | 3,9                                                                                              | 36,5                                                                                             |
| Umidade relativa (%)                                                                             | 65                                                                                               | 63                                                                                               | 59                                                                                               | 53                                                                                               | 52                                                                                               | 49                                                                                               | 50                                                                                               | 54                                                                                               | 59                                                                                               | 64                                                                                               | 65                                                                                               | 68                                                                                               | 58                                                                                               |
| Insolação (h)                                                                                    | 189                                                                                              | 190                                                                                              | 223                                                                                              | 256                                                                                              | 289                                                                                              | 323                                                                                              | 353                                                                                              | 316                                                                                              | 239                                                                                              | 217                                                                                              | 186                                                                                              | 172                                                                                              | 2 967                                                                                            |
| Fonte: Agência Estatal de Meteorologia                                                           |                                                                                                  |                                                                                                  |                                                                                                  |                                                                                                  |                                                                                                  |                                                                                                  |                                                                                                  |                                                                                                  |                                                                                                  |                                                                                                  |                                                                                                  |                                                                                                  |                                                                                                  |

Nota: Dias de precipitação iguais ou superiores a 1 mm (≥1mm)

## Divisões administrativas
Múrcia divide-se em 8 distritos:
1. El Carmen
2. Infante Don Juan Manuel
3. La Flota-Vistalegre
4. Este
5. Santa María de Gracia-San Antonio
6. Norte
7. Centro-Oeste
8. Centro-Este